# Carolina África
Carolina África Martín Pajares (Madrid, 1980), conocida como Carolina África, es una dramaturga, guionista, directora de teatro, directora de cine, actriz y productora española. En 2012, recibió el Premio Nacional de Teatro Calderón de la Barca por su texto teatral Verano en diciembre, por el que también fue finalista a los Premios Max en la categoría de autoría novel en 2014. En 2024, estrenó la película Verano en diciembre, dirigida y adaptada por ella a partir de su texto.

## Trayectoria
Estudió la carrera de Periodismo en la Universidad Complutense de Madrid (UCM) y se licenció en Interpretación Textual por la Real Escuela Superior de Arte Dramático de Madrid.

### Compañía La Belloch
En 2011, cofundó su compañía La Belloch junto a Laura Cortón, Virginia Frutos y Almudena Mestre. La primera producción que estrenaron fue Verano en diciembre, texto de Carolina África premiado en 2012 con el Premio Nacional de Teatro Calderón de la Barca. El espectáculo conoció una larga gira durante los años posteriores y, en 2014, fue finalista a los Premios Max en la categoría de autoría novel. En 2016, formó parte de la temporada del Centro Dramático Nacional. En 2024, se estrenó la película basada en este texto, adaptada y dirigida por la propia Carolina África, protagonizada por Bárbara Lennie, Carmen Machi, Lola Cordón, Beatriz Grimaldos y Vicky Luengo.
En 2014, Carolina África fue seleccionada dentro del programa de nuevas dramaturgias del Instituto Nacional de las Artes Escénicas y de la Música (INAEM) para desarrollar la escritura de la obra Vientos de Levante. La obra se estrenó en 2015 en el Teatro Bergidum de Ponferrada y fue reestrenada en 2017 en la Sala Cuarta Pared de Madrid. En 2018, fue publicada por ediciones Antígona.
En el marco de las producciones de su compañía La Belloch, coescribió y codirigió junto a Julio Provencio el monólogo Möderna en 2016, dedicado a la actriz Lola Cordón, que lo interpretó en el marco del festival Frinje en Matadero Madrid. Posteriormente, en 2019, escribió y dirigió Otoño en abril, que se estrenó en el Teatro Principal de Palencia. La escritura de este texto se desarrolló dentro del programa de becas de El Pavón Teatro Kamikaze y, en 2020, se mostró en el Centro Dramático Nacional. Al año siguiente, en 2021, recibió las siguientes candidaturas a los Premios Max: mejor labor de producción, mejor autoría y mejor dirección. La editorial teatral Antígona la publicó en 2020.
La Belloch recibió en 2014 una candidatura a Mejor empresa privada de las artes escénicas en los Premios Max 2014 y, en 2021, en la categoría a mejor labor de producción por Otoño en abril. La Belloch contó desde sus inicios con un centro de creación homónimo en el distrito de Arganzuela, en el cual se estrenó Verano en diciembre para público reducido. La sede cerró en 2020. Actualmente La Belloch está codirigida por Carolina África y Laura Cortón.

### Directora de cine
En 2023, Carolina África comenzó el rodaje de Verano en diciembre, adaptación realizada y dirigida por ella sobre su texto teatral. La película se estrenó en otoño de 2024, contando en su elenco con las actrices Carmen Machi, Bárbara Lennie, Vicky Luengo y Beatriz Grimaldos. Se mostró por primera vez al público en la Semana Internacional de Cine de Valladolid (Seminci) de Valladolid. La producción contó con la colaboración de Televisión Española y Movistar Plus+.

### Guionista
Trabajó para el canal La 2 de Televisión Española en los programas Mujeres en La Dos, dedicado a entrevistas a profesionales de distintos ámbitos, y La matemática del espejo, dirigida por el periodista Carlos del Amor, entre 2021 y 2022.

### Otros proyectos escénicos como creadora
En 2022, estrenó para el Centro Dramático Nacional, como directora y dramaturga, El cuaderno de Pitágoras, escrito a raíz de su experiencia como tallerista en un centro penitenciario. El texto se escribió en el marco del VII Laboratorio de Escritura de la Fundación SGAE. Ese mismo año dirigió Equus del dramaturgo y guionista británico Peter Schaffer, estrenada en el Teatro Infanta Isabel de Madrid.

### Adaptadora teatral
Ha versionado para la Compañía Nacional de Teatro Clásico la obra El desdén con el desdén  de Agustín de Moreto, en 2019, por la cual resultó finalista a la Mejor Versión en los Premios Max 2020 y El sueño de una noche de verano de William Shakespeare en 2020. En 2023, estrenó Mañanas de abril y mayo de Calderón de la Barca, una producción del Teatro Fernán Gómez dirigida por Laila Ripoll. Para la temporada 2025/2026 de la Compañía Nacional de Teatro Clásico realizó la adaptación de El escondido y la tapada, de Calderón de la Barca, dirigido por Beatriz Argüello.

### Actriz
Como actriz, ha participado en proyectos de teatro, televisión y cine. Trabajó a las órdenes de Josep Maria Flotats en Beaumarchais en 2011, con la compañía La Fura dels Baus en el espectáculo 360 o con Juan Pastor en Susie de Carol López. En televisión participó en la serie El secreto de Puente Viejo durante una temporada,y en otras series como Derecho a soñar, Ella es tu padre, ¿Qué fue de Jorge Sanz? o Centro médico. En cine, trabajó dirigida por David Trueba en Casi 40 y Vivir es fácil con los ojos cerrados, y a las órdenes de Arantxa Etxevarría en Carmen y Lola.

## Reconocimientos
En 2012, Carolina África recibió el Premio Nacional de Teatro Calderón de la Barca por su texto teatral Verano en diciembre, por el que también fue finalista a los Premios Max en la categoría de autoría novel en 2014. En 2017, ganó el Certamen Nacional para directoras de escena Ciudad de Torrejón, en Torrejón de Ardoz, por Vientos de Levante. Ese mismo año, obtuvo la Beca Leonardo a Investigadores y Creadores Culturales de la Fundación BBVA por la escritura del texto teatral Madre Yerma. Fue candidata a los Premios Max en cinco ocasiones -en 2022 en las categorías de mejor autoría, espectáculo y dirección, mejor autoría en 2021 y mejor autoría revelación en 2014- y finalista a los Max en la categoría de mejor versión en 2020 y mejor autoría en 2021.
Las producciones escritas y dirigidas por Carolina África han girado por Alemania, Argentina, Colombia, Uruguay, México o Ecuador. También han sido traducidos a diversas lenguas y llevados a escena en Inglaterra en el Teatro Cervantes de Londres, en Argentina en el Teatro del borde, en Uruguay en el Teatro Solís de Montevideo y en Italia en el Teatro Nacional de Génova.